# Saint-Quentin-de-Baron

Saint-Quentin-de-Baron este o comună în departamentul Gironde din sud-vestul Franței. În 2009 avea o populație de 1.738 de locuitori.

## Evoluția populației
| An        | 1975 | 1982 | 1990 | 1999 | 2006  | 2009  |
| --------- | ---- | ---- | ---- | ---- | ----- | ----- |
| Populație | 723  | 853  | 947  | 958  | 1.300 | 1.738 |